# Guilhèm Adèr
Guilhèm Adèr (1570-1638) fou un poeta en gascó, originari de Gimont, a les terres del Comtat d'Armanyac (a la regió de Gascunya). Estudià medicina a Tolosa de Llenguadoc i va exercir com a metge al seu poble. També va servir com a metge als exèrcits catòlics del sud d'Occitània. Va escriure un poema èpic d'exaltació del rei de Navarra i de Bearn Enric III de Navarra en gascó i un tractat mèdic en llatí que més tard fou traduït al francès. Pèire Bec ha fet un estudi de la seva obra.

## Obres
- Lo gentilhòme gascon (1610)
- Catonet gascon (1612)

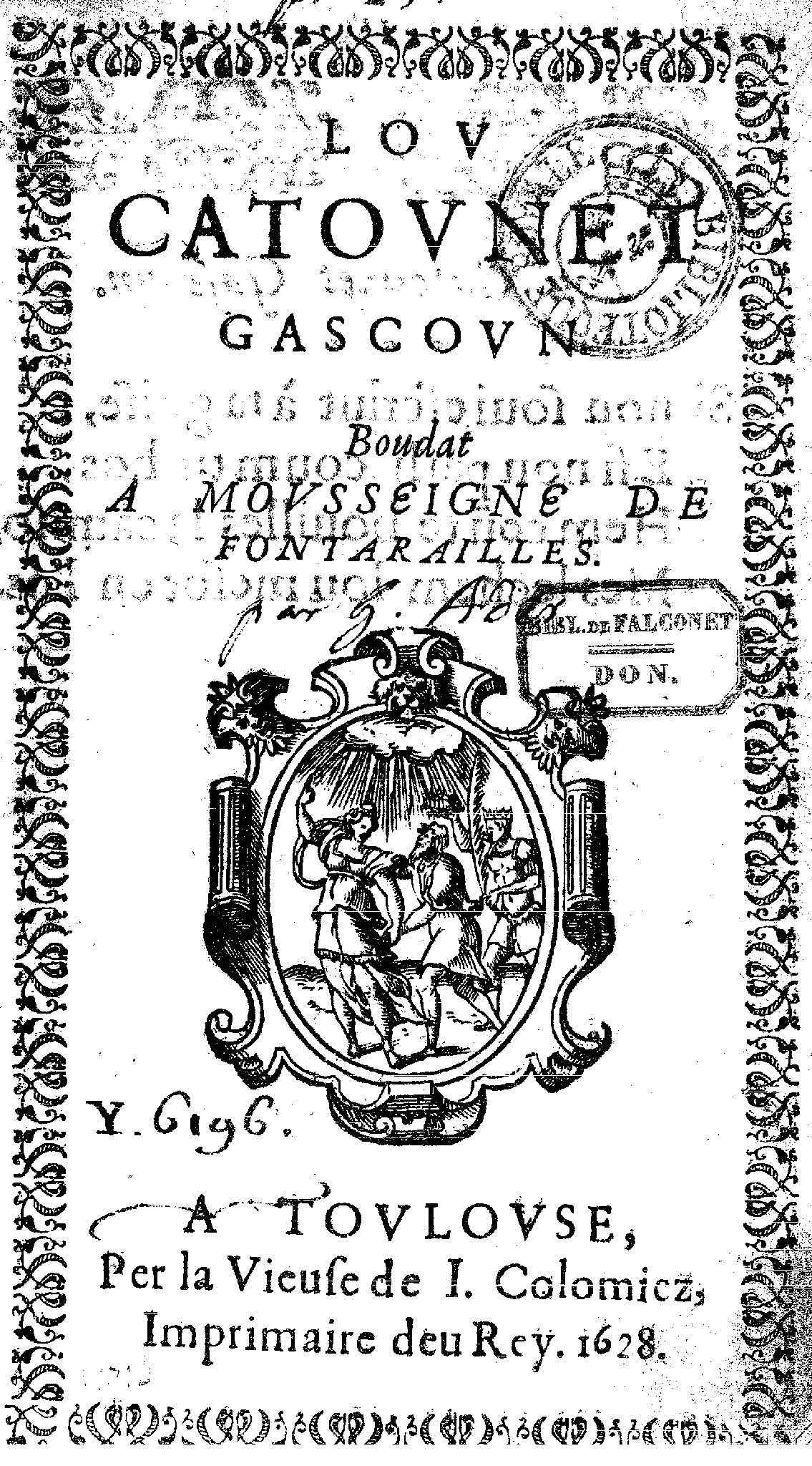
Portada de Lo Catonet gascon

- De Pestis cognitione et remediis (1628)